# Spierverslappers
Een spierverslapper (spierrelaxans) is een medicijn dat de spiertonus verlaagt. Spierverslappers worden vooral toegepast om operaties te vergemakkelijken en/of mogelijk te maken. Zonder spierverslappers zouden bij veel buikoperaties de darmen naar buiten puilen en zo de operatie verhinderen of bemoeilijken. Bovendien is er minder slaapmiddel en pijnstiller nodig om de operatie te kunnen uitvoeren.
Daarnaast worden spierverslappers met name gebruikt om intubatie, het inbrengen van een beademingsbuis voor het beademen van een patiënt mogelijk te maken.
Spierverslappers zijn in te delen in depolariserende en niet-depolariserende spierverslappers.
Suxamethonium is de enige nog bij mensen gebruikte depolariserende spierverslapper.
Niet-depolariserende spierverslappers zijn:
- rocuronium
- mivacurium
- atracurium
- vecuronium
- pancuronium

## Keuze niet-depolariserend spierrelaxans
Er worden met name middellangwerkende spierverslappers gebruikt zoals vecuronium (Norcuron) en diens opvolger rocuronium (Esmeron). De laatste heeft een snellere inwerktijd (onset), waardoor rocuronium steeds meer aan populariteit heeft gewonnen. Langwerkende spierrelaxantia zoals pancuroniumbromide (Pavulon) worden steeds minder gebruikt. Een extreem snel en kortwerkend niet-depolariserende spierrelaxans is nog niet beschikbaar. Wel wordt daar onderzoek naar gedaan en het rapacuronium is daar een voorbeeld van. Een ander middellang werkende spierverslapper is atracurium (Tracrium), waarvan de werkingsduur onafhankelijk is van lever- en nierfunctie. Tracrium zou meer geschikt zijn bij bijvoorbeeld dialysepatiënten. Atracurium is opgevolgd door zijn cis-enantiomeer cisatracurium (Nimbex). Mivacurium (Mivacron) werkt relatief kort en wordt soms toegepast bij kortere ingrepen.